# Ozurgueti
Ozurgueti (en georgiano: ოზურგეთი, romanizado: Ozurgeti) es una ciudad al suroeste de Georgia, situada en la región de Guria y siendo su capital y también centro del municipio homónimo.

## Toponimia
En tiempos de la Unión Soviética, se conocía como Majaradze (en georgiano: მახარაძე), nombrado en honor de Filipp Majaradze. 

## Geografía
La mayor parte de Ozurgueti está situada entre los ríos Natanebi (un río subterráneo) y Bzhuzhi.

### Clima
La ciudad tiene un clima subtropical húmedo y experimenta lluvias significativas durante todo el año. Enero es el mes más frío y agosto el más caluroso. La nieve es rara y ocurre principalmente en enero, febrero y principios de marzo.

## Historia
Ozurgueti se fundó a finales de la Edad Media y se menciona por primera vez por su nombre en 1578 en las Crónicas georgianas. Poco después se convirtió en el centro de Guria, sirviendo como un importante centro de comercio y hogar de los gobernantes del principado de Guria. El posterior descubrimiento de un tesoro de 270 monedas de plata debajo de la ciudad, el "Tesoro de Ozurgueti", que es testimonio de esto.
El 14 de diciembre de 1846 Ozurgueti fue designada como ciudad. En ese momento había poco más de 300 residentes, aunque la población creció a medida que la ciudad ganaba importancia: en 1865 había crecido a más de 700. También sirvió como un lugar estratégico para el curso de la guerra ruso-turca (1877-1878). Ozurgueti fue la cuarta ciudad de Georgia en tener una imprenta legal, que comenzó en 1891. Durante el Imperio ruso, la ciudad fue el centro administrativo del uyezd de Ozurgueti de la gobernación de Kutaisi. 
En noviembre de 1905, los rebeldes, tras ocupar correos, teléfonos, telégrafos y desmantelar las vías férreas, tomaron Ozurgueti, la capital de la región, y proclamaron la creación de la República de Guria. 
El 26 de diciembre de 1923 se había establecido una línea ferroviaria que conectaba Ozurgueti con el resto del país. Fue rebautizado como Majaradze el 9 de julio de 1934, en honor al bolchevique georgiano Filipp Majaradze. Volvería a su nombre original el 15 de mayo de 1989.
Un planeta menor, (2139) Majaradze, descubierto en 1970 por la astrónoma soviética Tamara Smirnova lleva el nombre de la ciudad de Majaradze (ciudad gemela de Geníchesk) en honor a la amistad de los pueblos de Georgia y Ucrania.
En 2014 la ciudad de Ozurgueti obtuvo el estatus de municipio.

## Demografía
La evolución demográfica de Ozurgueti entre 1830 y 2014 fue la siguiente:
| 300                                             | 844 | 1250 | 1477 | 1766 | 4710 | 5610 | 7308 | 7341 | 8540 | 11 198 | 5526 | 11 419 | 19 131 | 21 679 | 22 393 | 23 399 | 18 705 | 14 785 |
| (Fuente: Population of Georgia in Soviet times) |     |      |      |      |      |      |      |      |      |        |      |        |        |        |        |        |        |        |

Su población era de 14.785 en 2014, con el 94,5% de la población son georgianos. Según el Calendario caucásico, en 1846 la población de Ozurgueti estaba compuesta principalmente por armenios y judíos.
|              | 1939      | 1939       | 2014      | 2014       |
| Grupo étnico | Población | Porcentaje | Población | Porcentaje |
| ------------ | --------- | ---------- | --------- | ---------- |
| Georgianos   | 8464      | 74,1%      | 13 975    | 94,52%     |
| Armenios     | 140       | 1,2%       | 558       | 3,77%      |
| Rusos        | 2550      | 22,3%      | 125       | 0,85%      |
| Ucranianos   | 2550      | 22,3%      | 43        | 0,29%      |
| Lom          | -         | -          | 16        | 0,11%      |
| Yazidíes     | -         | -          | 11        | 0,07%      |
| Griegos      | 23        | 0,2%       | 9         | 0,06%      |
| Osetios      | 6         | 0,1%       | 9         | 0,06%      |
| Abjasios     | -         | -          | 2         | 0,01%      |
| Azeríes      | 6         | 0,1%       | 1         | 0,01%      |
| Judíos       | 49        | 0,4%       | -         | -          |
| Alemanes     | 21        | 0,2%       | -         | -          |
| Asirios      | 9         | 0,1%       | -         | -          |
| Lezguinos    | 6         | 0,1%       | -         | -          |
| Total        | 11 419    | 100%       | 14 785    | 100%       |

## Economía
La economía de la ciudad es débil ya que ha estado en declive desde el colapso de la Unión Soviética. La administración estatal y la industria alimentaria lideran la economía. Hay empresas de procesamiento de té y nueces, así como fábricas de pan, harina, cerveza, bebidas alcohólicas y una fábrica de costura. Se desarrolla el comercio al por menor. El turismo se está desarrollando gradualmente. 

## Infraestructura

### Arquitectura, monumentos y lugares de interés
La ciudad cuenta con el museo de historia de Ozurgueti, un museo de historia local que explica las tradiciones con más de 6000 artefactos; en él está la espada que usó en su juventud Napoleón Bonaparte (además de albergar una colección de los primeros libros impresos en la ciudad). Otro de los principales lugares arquitectónicos es el teatro dramático de Ozurgueti, que domina la plaza central de la ciudad. Fue fundado en 1868 y en 1962 el teatro se trasladó al edificio actual, de estilo neoclásico soviético de cinco pisos en la que reside actualmente. Es uno de los teatros más grandes de Georgia y es considerado el mejor teatro regional del país.
La iglesia en Ozurgueti está en el centro de la ciudad, a medio camino entre el teatro y el parque. El Palacio Gurieli, construido en 1873, actualmente sirve como sede del obispado ortodoxo Shemokmedi.
Además se descubrió una antigua casa de baños de la era bizantina en el centro de Ozurgueti. Es una estructura de dos pisos y el piso subterráneo inferior era la cámara de fuego que calentaba un piso superior que contenía baños públicos.

## Cultura

### Medios de comunicación
La estación de televisión Guria TV, que transmite a toda la región, también tiene su sede en la ciudad. La ciudad cuenta con tres periódicos, algunos de los cuales sirven a toda la región. 

### Deporte
Ozurgueti tiene clubes de rugby y fútbol. Hay dos estadios en la ciudad: el estadio de la Amistad pertenece al municipio y es utilizado por el club de fútbol FC Mertsjali Ozurgueti, mientras que el estadio Zvani es utilizado por el club de rugby. En 2007, se construyó un palacio de los deportes.

## Personas notables
- Ekvtime Takaishvili (1862.1953): historiador, arqueólogo y benefactor público georgiano que fue vicepresidente de la asamblea constituyente de la República Democrática de Georgia.
- Víktor Dolidze (1890-1933): compositor georgiano soviético de obras como la primera ópera cómica en georgiano, Keto y Kote.
- Kostantín Leselidze (1903-1944): coronel general soviético georgiano que se distinguió durante la Segunda Guerra Mundial, nombrado Héroe de la Unión Soviética póstumamente.
- Vajtang Blaguidze (1954): deportista soviético georgiano especialista en lucha grecorromana donde llegó a ser campeón olímpico en Moscú 1980.
- Manuchar Kvirkvelia (1978): deportista georgiano que compitió en lucha grecorromana donde llegó a ser campeón olímpico de los JJOO Pekín 2008.
- George Kekelidze (1984): poeta, ensayista georgiano y fundador de la primera biblioteca digital georgiana.

## Galería

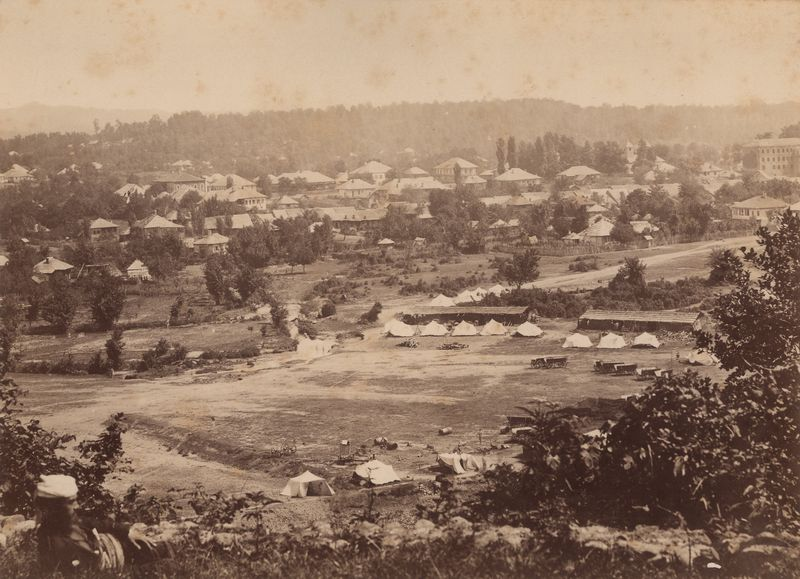
Ozurgueti en 1878
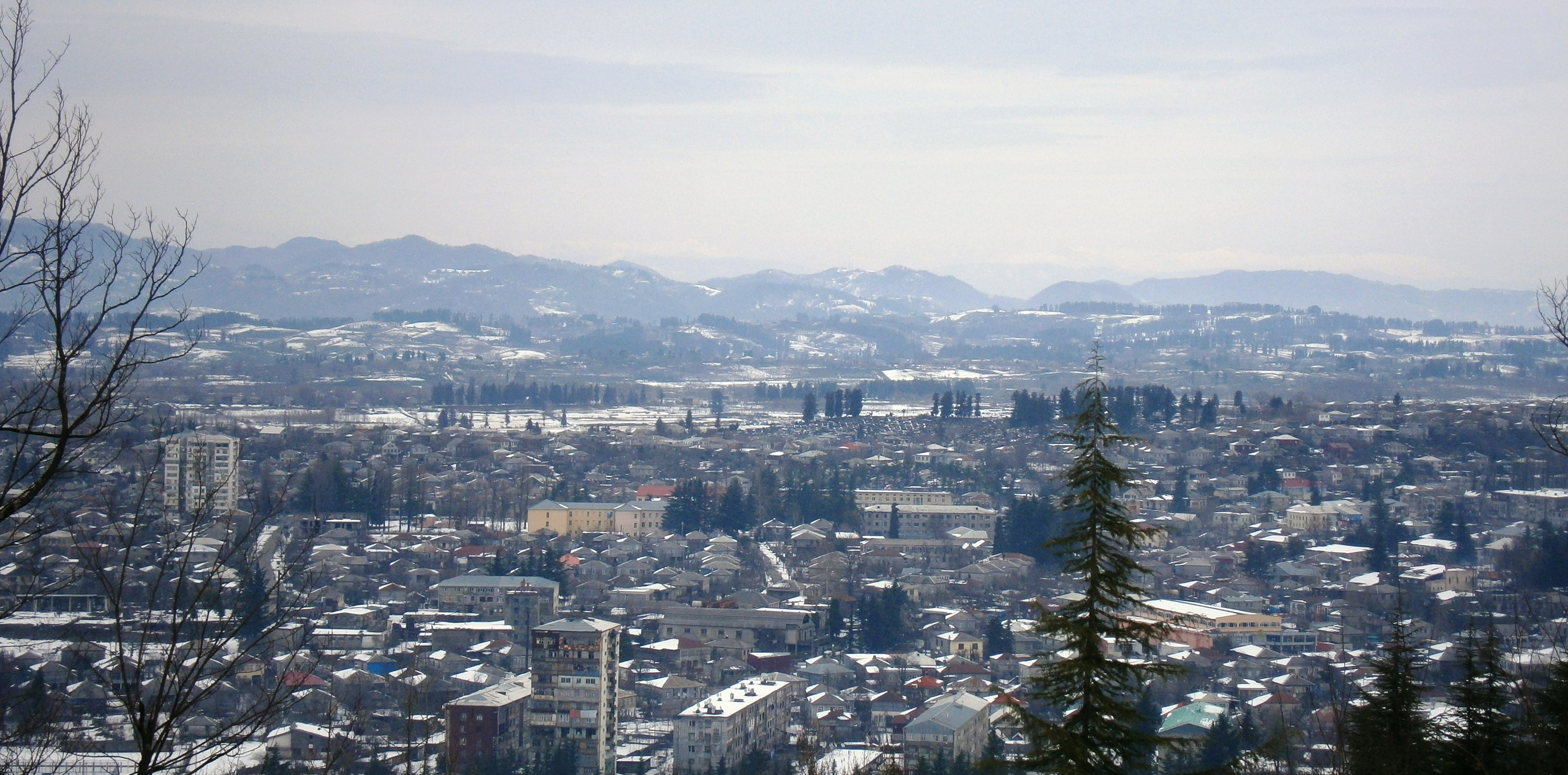
Vista de Ozurgueti
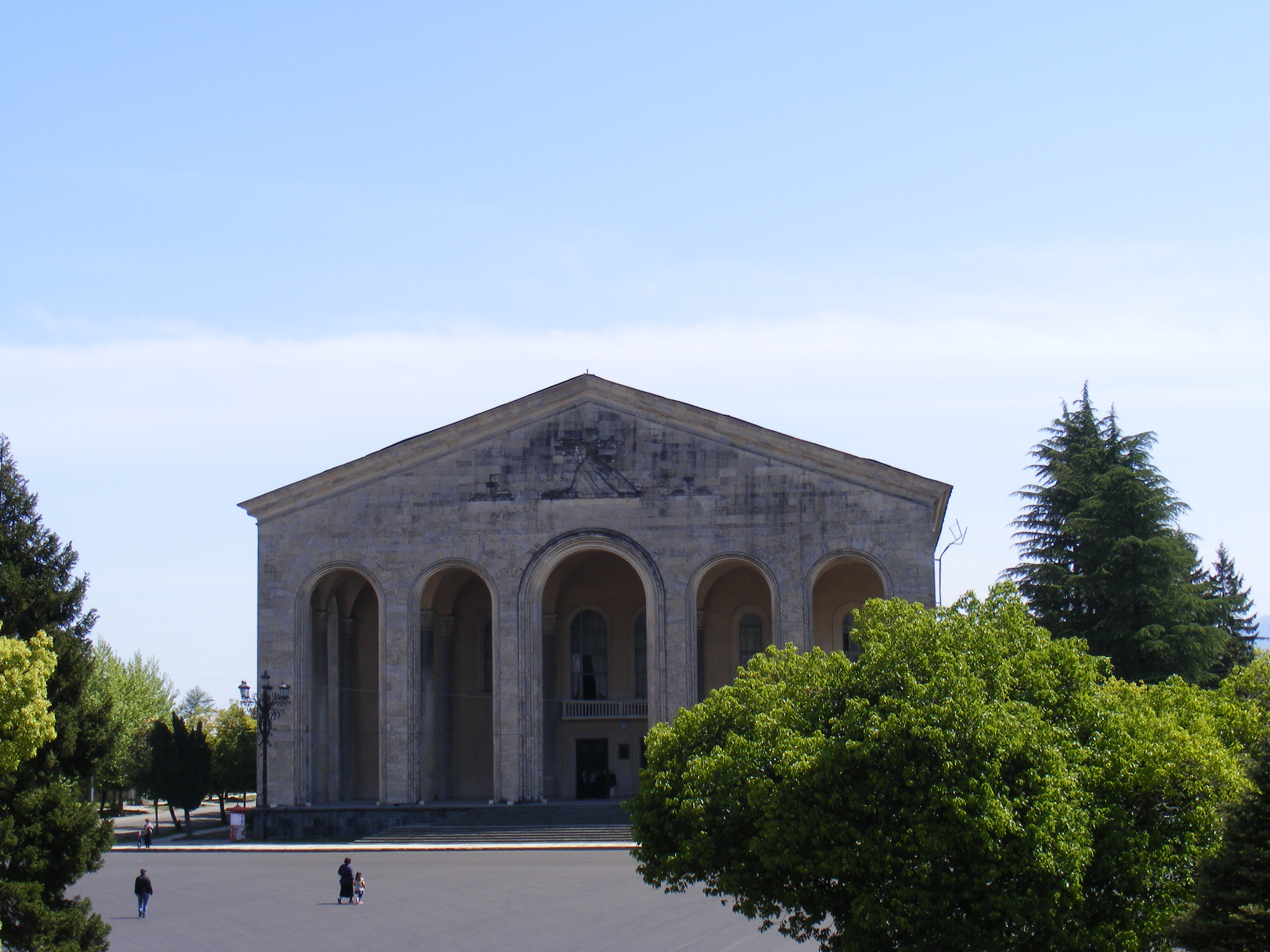
Teatro Dramático de Ozurgueti
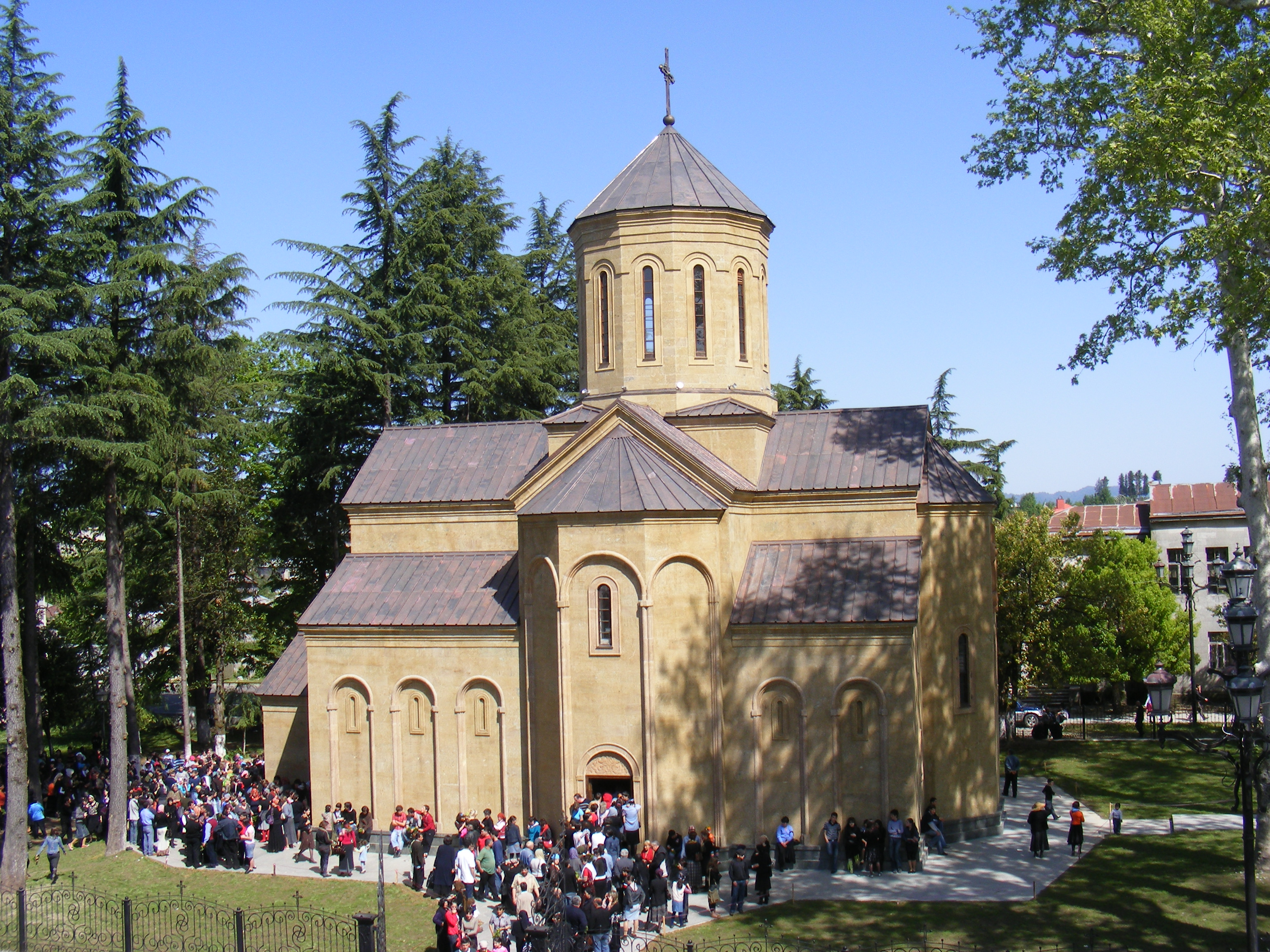
Iglesia de Ozurgueti
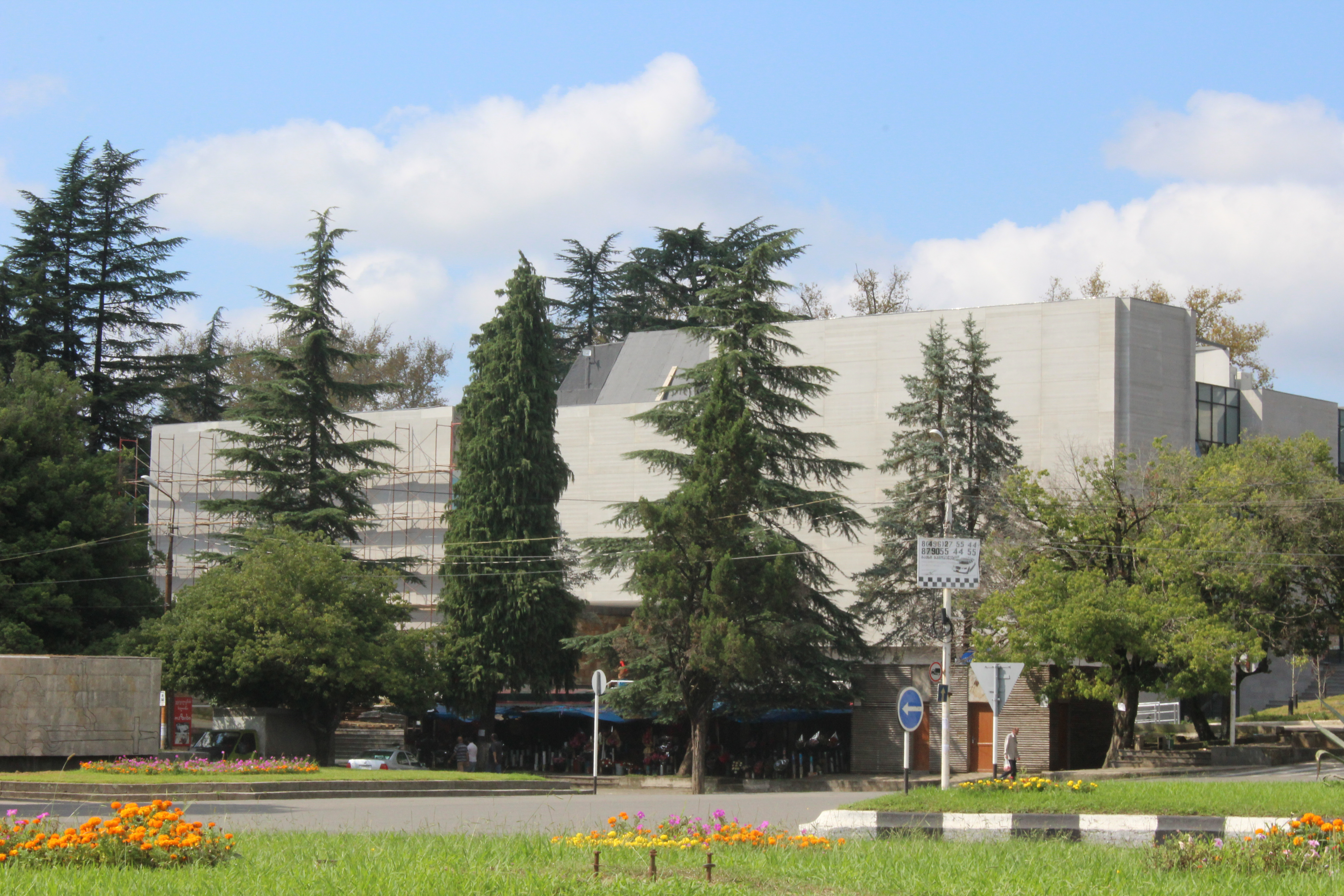
Museo de historia de Ozurgueti y centro de folclore
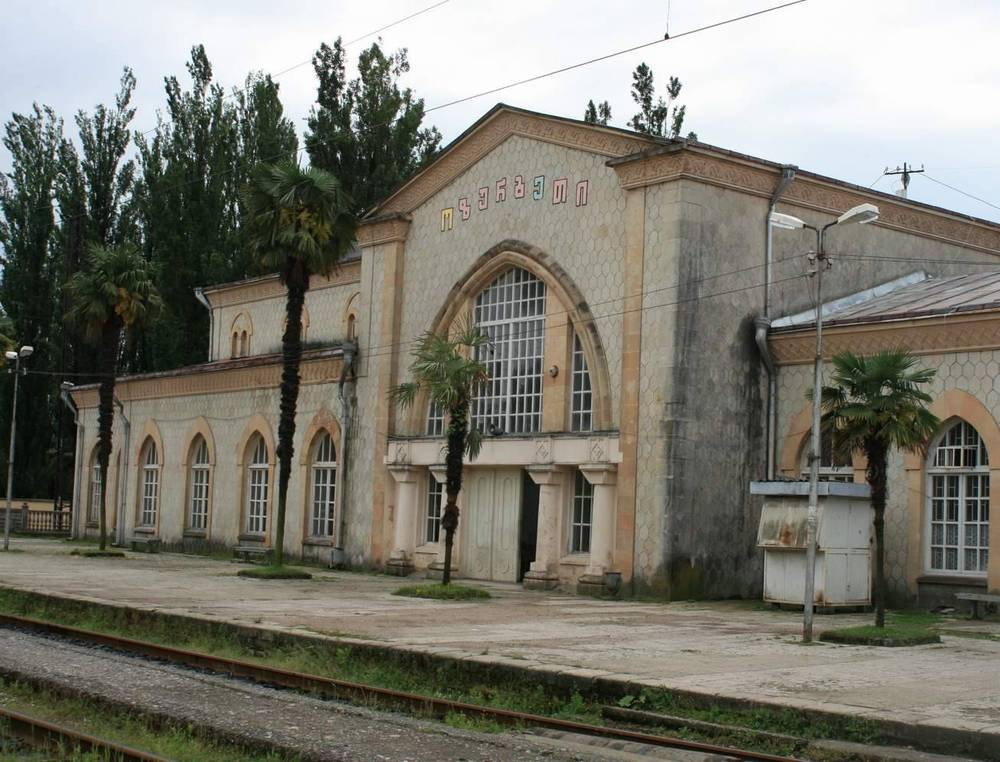
Estación de trenes

## Ciudades hermanadas
Ozurgueti está hermanada con las siguientes ciudades:
- Geníchesk, Ucrania